# Moehringia tommasinii
Moehringia tommasinii là loài thực vật có hoa thuộc họ Cẩm chướng. Loài này được Marches. mô tả khoa học đầu tiên năm 1880.